# Coscinia rondoni
Coscinia rondoni là một loài bướm đêm thuộc phân họ Arctiinae, họ Erebidae.